# Sclérure à gorge grise
Sclerurus albigularis
Espèce
Répartition géographique
Statut de conservation UICN

 LC  : Préoccupation mineure
Le Sclérure à gorge grise (Sclerurus albigularis) est une espèce de passereaux de la famille des Furnariidae.

## Répartition et sous-espèces
Selon la classification de référence du Congrès ornithologique international (14.2, 2025) :
- S. a. canigularis Ridgway, 1889 — cordillère de Talamanca ;
- S. a. propinquus Sclater & Salvin, 1869 — sierra Nevada de Santa Marta ;
- S. a. albigularis Bangs, 1899 — Colombie, Venezuela, Trinité-et-Tobago ;
- S. a. kunanensis Avelado & Ginés  — serranía de Perijá ;
- S. a. zamorae Chapman, 1923 — Équateur et Pérou ;
- S. a. albicollis Carriker, 1935 — sud-est du Pérou, nord-ouest de la Bolivie et sud de l'Amazonie ;
- S. a. kempffi Kratter, 1997 — plateau de Huanchaca (es) (Bolivie).